# Mesotórax

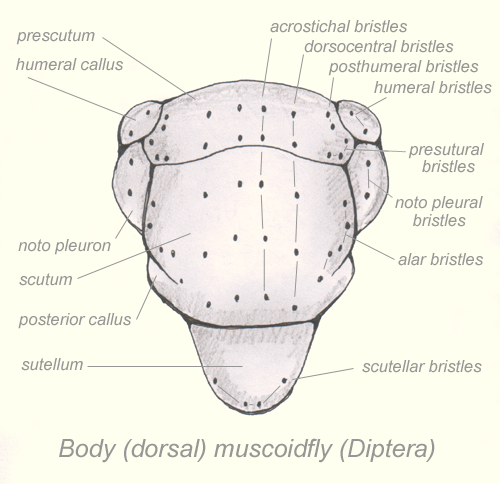
Dorso de tórax de díptero; prescutum, scutum y escutelo son diferentes escleritos del mesotórax

El mesotórax es el segundo de los tres segmentos del tórax de los insectos; se dispone entre el protórax y el metatórax. Sus principales escleritos (placas exoesqueléticas) son el mesonoto (dorsal), el mesosterno (ventral) y las mesopleuras (laterales). El mesotórax lleva el segundo par de patas y, en los insectos pterigotos, el primer par de alas.
En algunos órdenes, como en dípteros, himenópteros y lepidópteros el mesonoto está hipertrofiado y su porción anterior, llamada mesoscutum o simplemente scutum, forma la mayor parte de la superficie dorsal del tórax; en dichos órdenes hay típicamente un pequeño esclerito unido al mesonoto, la tégula, que cubre la base de las alas. En los coleópteros, el mesonoto es apenas visible como un pequeño triángulo entre las bases de los élitros, denominado escutelo o escudete.